# Jonson Clarke-Harris
Jonson Clarke-Harris (Leicester, 21 luglio 1994) è un calciatore inglese, attaccante del Pendikspor.

## Carriera

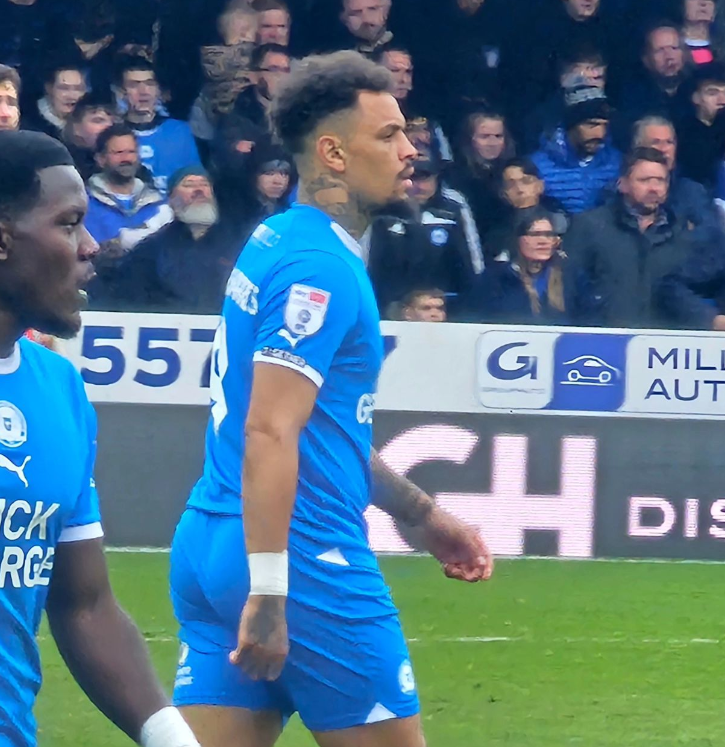

Gioca fino al 2011 nel settore giovanile del Coventry City (con cui nella stagione 2010-2011 esordisce anche in prima squadra, giocando una partita in Coppa di Lega) e per la stagione 2011-2012 in quello del Blackburn Rovers. Nell'estate del 2012 viene ceduto al Peterborough Utd, formazione di Football League Championship, che subito lo cede in prestito al Southend Utd, dove rimane dal 12 ottobre 2012 al 12 novembre dello stesso anno giocando 3 partite in Football League Two, la quarta divisione inglese; torna poi dal prestito, restando in rosa al Peterborough fino al 15 febbraio 2013, quando viene ceduto in prestito fino al termine della stagione al Bury, club di Football League One (terza divisione), con cui conclude la stagione segnando 4 reti in 12 partite di campionato. Nell'estate del 2013 viene ceduto a titolo definitivo all'Oldham Athletic, con cui nella stagione 2013-2014 gioca una partita in Coppa di Lega, 3 partite (con una rete realizzata) nel Football League Trophy, 5 partite (con un gol segnato) in FA Cup e 40 partite (con 6 gol segnati) in Football League One; l'anno seguente segna un gol in 5 partite di campionato e gioca una partita di Coppa di Lega per poi essere ceduto al Rotherham Utd, squadra di seconda divisione, con cui in stagione gioca una partita di FA Cup e segna complessivamente 3 gol in 15 partite di campionato; in questa stagione viene anche ceduto per 2 volte in prestito: dal 16 gennaio 2015 al 16 febbraio dello stesso anno è in Football League One al MK Dons (5 presenze senza reti), mentre dal 12 marzo fino al termine della stagione è ai Doncaster (9 presenze ed una rete nel medesimo campionato).
A fine anno fa ritorno al Rotherham, con cui nella stagione 2015-2016 gioca una partita in FA Cup, una partita in Coppa di Lega e 35 partite in Championship, campionato in cui segna 6 gol. Rimane in squadra anche l'anno seguente, nel quale anche a causa di un grave infortunio gioca solamente 4 partite di campionato, che la sua squadra conclude con una retrocessione in terza serie con 7 giornate di anticipo.
Nella stagione 2020-2021 con 31 reti in 45 partite vince il titolo di capocannoniere della Football League One, titolo che replica con 26 reti nella Football League One 2022-2023.
Nell'estate del 2025 si trasferisce in TFF 1. Lig (la seconda divisione turca) al Pendikspor.

## Statistiche

### Presenze e reti nei club
Statistiche aggiornate al 25 aprile 2021.
| Stagione               | Squadra                | Campionato             | Campionato | Campionato | Coppe nazionali | Coppe nazionali | Coppe nazionali | Coppe continentali | Coppe continentali | Coppe continentali | Altre coppe | Altre coppe | Altre coppe | Totale | Totale |
| Stagione               | Squadra                | Comp                   | Pres       | Reti       | Comp            | Pres            | Reti            | Comp               | Pres               | Reti               | Comp        | Pres        | Reti        | Pres   | Reti   |
| ---------------------- | ---------------------- | ---------------------- | ---------- | ---------- | --------------- | --------------- | --------------- | ------------------ | ------------------ | ------------------ | ----------- | ----------- | ----------- | ------ | ------ |
| 2010-2011              | Coventry City          | FLC                    | 0          | 0          | FACup+CdL       | 0+1             | 0               | -                  | -                  | -                  | -           | -           | -           | 1      | 0      |
| 2011-2012              | Coventry City          | FLC                    | 0          | 0          | FACup+CdL       | 0+0             | 0               | -                  | -                  | -                  | -           | -           | -           | 0      | 0      |
| 2012-gen. 2013         | Peterborough Utd       | FLC                    | 0          | 0          | FACup+CdL       | 0+0             | 0               | -                  | -                  | -                  | -           | -           | -           | 0      | 0      |
| ott. 2012              | Southend Utd           | FL2                    | 3          | 0          | FACup+CdL       | -               | -               | -                  | -                  | -                  | FLT         | -           | -           | 3      | 0      |
| feb.-giu. 2013         | Bury                   | FL1                    | 12         | 4          | FACup+CdL       | -               | -               | -                  | -                  | -                  | FLT         | -           | -           | 12     | 4      |
| 2013-2014              | Oldham Athletic        | FL1                    | 40         | 6          | FACup+CdL       | 5+1             | 1+0             | -                  | -                  | -                  | FLT         | 3           | 1           | 49     | 8      |
| ago. 2014              | Oldham Athletic        | FL1                    | 5          | 1          | FACup+CdL       | 0+1             | 0               | -                  | -                  | -                  | FLT         | 0           | 0           | 6      | 1      |
| Totale Oldham Athletic | Totale Oldham Athletic | Totale Oldham Athletic | 45         | 7          |                 | 7               | 1               |                    | -                  | -                  |             | 3           | 1           | 55     | 9      |
| 2014-2015              | Rotherham Utd          | FLC                    | 15         | 3          | FACup+CdL       | 1+0             | 0               | -                  | -                  | -                  | -           | -           | -           | 16     | 3      |
| gen.-feb. 2015         | MK Dons                | FL1                    | 5          | 0          | FACup+CdL       | -               | -               | -                  | -                  | -                  | FLT         | -           | -           | 5      | 0      |
| feb.-mag. 2015         | Doncaster              | FL1                    | 9          | 1          | FACup+CdL       | -               | -               | -                  | -                  | -                  | FLT         | -           | -           | 9      | 1      |
| 2015-2016              | Rotherham Utd          | FLC                    | 35         | 6          | FACup+CdL       | 1+1             | 0               | -                  | -                  | -                  | -           | -           | -           | 37     | 6      |
| 2016-2017              | Rotherham Utd          | FLC                    | 7          | 0          | FACup+CdL       | 0+0             | 0               | -                  | -                  | -                  | -           | -           | -           | 7      | 0      |
| 2017-gen. 2018         | Rotherham Utd          | FL1                    | 14         | 0          | FACup+CdL       | 0+2             | 0               | -                  | -                  | -                  | FLT         | 3           | 1           | 19     | 1      |
| Totale Rotherham Utd   | Totale Rotherham Utd   | Totale Rotherham Utd   | 71         | 9          |                 | 5               | 0               |                    | -                  | -                  |             | 3           | 1           | 79     | 10     |
| gen.-giu. 2018         | Coventry City          | FL2                    | 14+3       | 3          | FACup+CdL       | 1+0             | 1               | -                  | -                  | -                  | FLT         | 3           | 0           | 21     | 4      |
| 2018-gen. 2019         | Coventry City          | FL1                    | 27         | 5          | FACup+CdL       | 1+1             | 1+0             | -                  | -                  | -                  | FLT         | 0           | 0           | 29     | 6      |
| Totale Coventry City   | Totale Coventry City   | Totale Coventry City   | 44+3       | 8          |                 | 4               | 2               |                    | -                  | -                  |             | 3           | 0           | 54     | 10     |
| gen.-giu. 2019         | Bristol Rovers         | FL1                    | 16         | 11         | FACup+CdL       | -               | -               | -                  | -                  | -                  | FLT         | 1           | 0           | 17     | 11     |
| 2019-2020              | Bristol Rovers         | FL1                    | 26         | 13         | FACup+CdL       | 5+2             | 2+1             | -                  | -                  | -                  | FLT         | 2           | 0           | 35     | 16     |
| Totale Bristol Rovers  | Totale Bristol Rovers  | Totale Bristol Rovers  | 42         | 24         |                 | 7               | 3               |                    | -                  | -                  |             | 3           | 0           | 52     | 27     |
| 2020-2021              | Peterborough Utd       | FL1                    | 45         | 31         | FACup+CdL       | 0               | 0               | -                  | -                  | -                  | FLT         | 3           | 2           | 0      | 0      |
| Totale carriera        | Totale carriera        | Totale carriera        | 276+3      | 84         |                 | 23              | 6               |                    | -                  | -                  |             | 12          | 2           | 269    | 61     |

## Palmarès

### Club

#### Competizioni nazionali
- Football League Trophy: 1

Peterborough United: 2023-2024

### Individuale
- Capocannoniere della Football League One: 2

2020-2021 (31 reti), 2022-2023 (26 reti, alla pari con Conor Chaplin)
- Football League One Player of the Year: 1

2020-2021